# 2017年两伊边境地震
2017年两伊边境地震，是一次于2017年11月12日世界协调时18:18（伊朗标准时间21:48，阿拉伯标准时间21:18）发生在两伊边境伊朗一侧的地震。其震中位于伊拉克哈莱卜杰西南约32千米。在伊朗、伊拉克乃至阿联酋、土耳其和以色列等地都有震感，此次地震造成630人死亡，8100人受伤。震中附近最大烈度达到了8（VIII）度，是两伊地区本世纪发生的规模最大的地震。

## 地质背景
两伊地区位于亚欧板块、非洲板块、印度板块和阿拉伯板块交界处，邻近阿尔卑斯带，地质构造活动频繁。本次地震震中位于安纳托利亚板块上，该地区的地质发育是俯冲作用、大规模转换断层作用、挤压山脉构造和地壳伸展作用等一系列板块构造作用的结果。
这一地区历史上曾发生过沿死海转换断层的重大地震。其中较为显著的如1759年11月的近东地震，是次地震造成了至多20,000人死亡。

## 破坏和伤亡

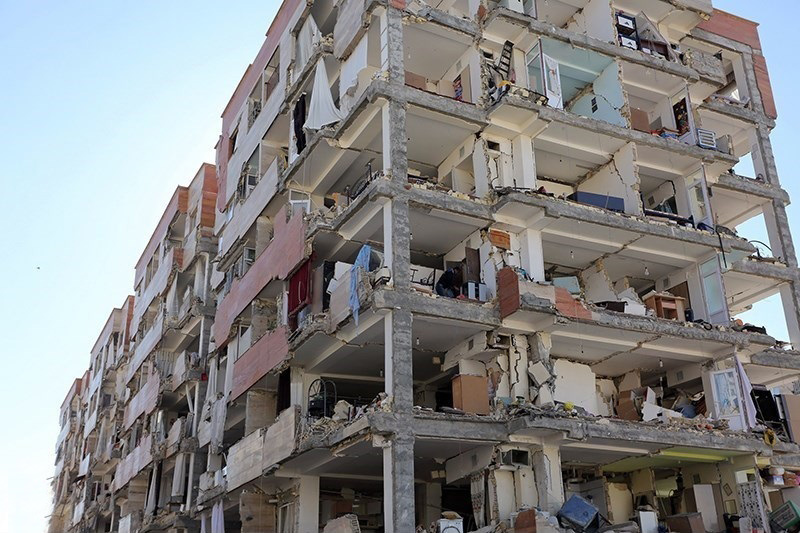
伊朗一間樓房的外牆被地震摧毀，露出內部的房間。

此次地震据报共计造成了至少510人死亡和超过7000人受伤地震对伊朗造成了严重的损失，据报大约有2500人受伤。伊朗克尔曼沙汗省受到重创，伤亡惨重。萨尔波勒扎哈卜市也受到严重影响，医院等建筑物受损。目前该市已至少有142人遇难。伊朗政府指出，伊朗全国至少14个省份受到地震波及，7万人需要避难。伊朗地方政府11月14日发表的初步估计结果表明，12日发生在两伊边境地区的强烈地震迄今已造成约4.5亿美元损失。地处重灾区的克尔曼沙阿省农村地区超过1.1万间房屋倒塌，城市中完全损毁的房屋也达到15000间。地震发生后的几天时间里，伊朗救济机构已经分发了22000个帐篷和52000个毛毯。 由于浅源地震带来的山体滑坡威胁，人们认为次生灾害仍有可能继续发生。

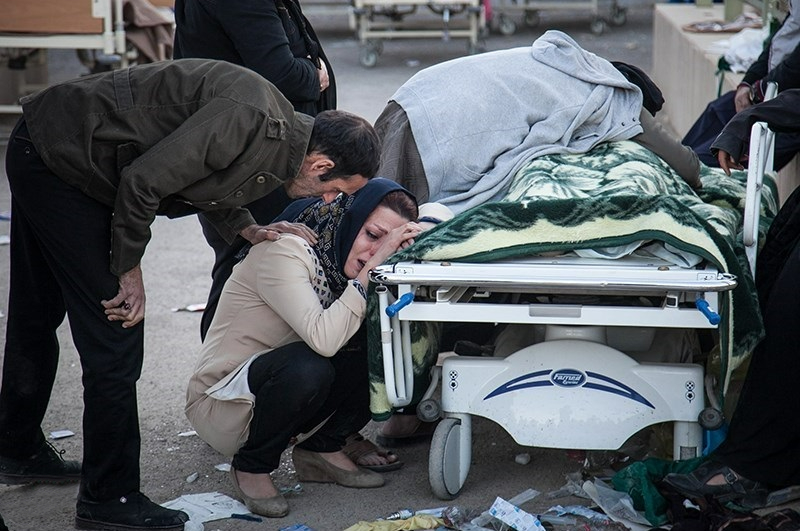
在废墟前痛哭的一位伊朗母亲。

伊拉克库尔德斯坦政府报告称，本次地震已在伊拉克至少造成7人死亡和500人受伤。当地政府官员宣布，由于地震带来的大量人员伤亡，克尔曼沙阿省和伊拉姆省的学校将在11月13日关闭。苏莱曼尼亚省的行政机关大楼亦受到了破坏。此外，地震对达尔班迪汗湖水坝亦造成显著破坏。水坝坝体出现垂直或水平裂痕，且部分坝体下沉。

## 观测和研究
本次地震发生在两伊边境地区，震中距离伊拉克首都巴格达东北约220千米。处于阿拉伯板块和亚欧板块的隐没带。美国地质勘探局测定此次地震规模为矩震级7.3级，最大烈度为麦加利地震烈度8度，并认定本次地震是一次逆断层事件。本次地震也是自1967年1月Mw 6.1级地震以来这一地区所发生的最强烈地震。中国地震局经分析认为本次地震规模为矩震级7.4级，极震区烈度可能达中国地震烈度表10度以上，推断本次地震是一次逆冲型地震。日本气象厅则认为本次地震规模为日本气象厅地震规模7.2级、矩震级7.3级，震中位于中东地区（北纬34.9度，东经45.9度），深度23千米。本次地震在土耳其、以色列和阿联酋都有震感。伊朗国家地震台网在本次地震后数小时内至少监测到50场余震。截至11月15日，余震次数已攀升至280次，最大余震震级达6.1级。

## 各方反应

### 直接受灾国家
- 伊朗：
  - 伊朗最高领袖哈梅内伊在其官方网站发布的消息中称，他命令军队向该国西部地震灾区提供援助，并协助清除地震后果。哈梅内伊表示：“军队、伊斯兰革命卫队和动员力量应迅速协助运送伤员并清理废墟。无论国家军队还是地方机构都应尽一切可能为受灾地区提供援助。[30]”
  - 伊朗总统鲁哈尼11月14日在赴克尔曼沙阿省地震灾区视察时听取报告时敦促各级政府部门加大救援力度。他还承诺，政府将下拨专门款项，尽最大努力在最短时间内帮助灾民重建房屋，安居过冬[21]。
  - 伊朗第一副总统拉希米和议长阿里·拉里贾尼相继表态称，伊朗欢迎对其地震灾区的国际援助[31]。此前伊朗政府一直婉拒来自各方的国际人道主义援助[32]。

- 伊拉克：伊拉克总理海德尔·阿巴迪说，他正在密切关注此次地震的最新情况[33]。伊拉克卫生部表示其正在密切关注震区居民可能出现的恐慌情绪，将在当地加强疾病预防与控制工作[34]。伊拉克内政部已经派出了民防部队在重灾区加强巡逻，以稳定震区的治安。

### 其它国家和地区
土耳其是第一个表示愿意提供紧急救援的国家。土耳其灾害事务管理总局宣布该国已有92名救援人员等待进入重灾区展开救援。土耳其目前已准备了4000个帐篷和7000条毛毯以备救灾使用。
欧盟外交与安全政策高级代表费代丽卡·莫盖里尼表示，欧盟准备与伊朗合作，对其提供紧急救援。意大利政府于11月13日下达了12吨帐篷，毛毯和移动厨房的订单，准备向伊朗提供援助。
国际红十字委员会于11月13日派员赴伊朗协助其救灾事宜。伊朗呼吁和改革组织等逊尼派慈善机构也向灾民提供了帐篷和水以备需要
中国外交部发言人耿爽在11月14日的例行发布会上表示，中方正密切关注灾情进展，并同有关国家保持联系，愿根据有关国家需要提供力所能及的帮助。